# Irakli Menagharisjvili
Irakli Menagharisjvili (georgiska: ირაკლი მენაღარიშვილი), född 18 maj 1951, är en georgisk politiker och diplomat.
Menagharisjvili föddes 1951 i Tbilisi, Georgiens huvudstad (dåvarande Georgiska SSR). Menagharisjvili graduerade från Tbilisis medicinska institut 1974. 
Under Eduard Sjevardnadzes regering agerade han som Georgiens utrikesminister, mellan 1995 och fram till störtandet av Shevardnadzes regering 2003. Menagharisjvili har också suttit på andra poster inom regeringen, mellan 1993 och 1995 var han vice premiärminister, Han var hälso- och sjukvårdsminister mellan 1992 och 1993 och samordnare för internationellt humanitärt bidrag vid Georgiens statliga råd år 1992. Menagharisjvili är gift och har två barn. Utöver sitt modersmål, georgiska, talar han även ryska flytande.